# Chetumal
Chetumal (Yucateeks Maya: Chaktumen) is de hoofdstad van de staat Quintana Roo, in het uiterste oosten van Mexico. Chetumal heeft 151.243 inwoners (census 2005). De stad ligt aan de Baai van Chetumal, aan de monding van de Río Hondo, die de grens vormt met Belize. Het is bovendien de hoofdplaats van de gemeente Othón P. Blanco.
De stad heeft een luchthaven. Veel mensen uit Belize bezoeken de stad, omdat het er goedkoper is dan in Belize en vanwege de casino's. De stad heeft een museum met Mayakunstvoorwerpen en een dierentuin.

## Geschiedenis
Voor de komst van de Spanjaarden heette de stad Chactemal. Het was de hoofdstad van de gelijknamige Maya-stadstaat. Tegenwoordig meent men overigens dat Chactemal oorspronkelijk aan de andere kant van de Hondo lag, dus in Belize. Tijdens de Spaanse verovering van Yucatán wist Chactemal tot het eind van de zestiende eeuw succesvol weerstand te bieden.
Het huidige Chetumal werd in 1898 gesticht als Payo Obispo door Othón P. Blanco. In 1936 werd de stad hernoemd tot Chetumal. In de jaren veertig en vijftig van de twintigste eeuw werd de stad tot drie keer verwoest door orkanen. Sindsdien zijn de meeste gebouwen in de stad gemaakt van beton, in plaats van hout. Tot de jaren vijftig was Chetumal klein (in 1950 had de stad 5000 inwoners), maar sinds het door middel van snelwegen met de rest van Mexico is verbonden is de stad explosief gaan groeien.